# Condado de Miaoli

Localização em Taiwan

Condado de Miaoli (chinês: 苗栗縣, pinyin: Miáolì Xiàn) é um condado no lado ocidental da ilha Formosa, em Taiwan. A cidade de Miaoli é a capital do condado e também é conhecido como "Cidade Montanhosa", devido ao número de montanhas próximas, tornando-se um destino procurado para trilhas. A população do condado foi estimada em 567 132 habitantes em dezembro de 2014.